# Систан и Белуджистан
Систа́н и Белуджиста́н (перс. سیستان و بلوچستان‎ — Sistân o Balucestân, белудж. بلوچستان, Balučistan) — одна из 31 провинций (останов) Ирана, расположенная на юго-востоке страны в приграничном с Афганистаном и Пакистаном районе на территории исторических областей Белуджистан и Систан. Площадь — 181 785 км², население — 2 405 742 человека (2006). Большая часть населения белуджи. После разделения Хорасана является крупнейшим останом Ирана.
Административный центр — город Захедан, другие крупные города — Заболь (130 тыс.), Ираншехр (100 тыс.), Чахбехар (72 тыс.), Сераван (60 тыс.), Хаш (57 тыс.), Конарак (30 тыс.), Захак (11 тыс.), Пишин (11 тыс.), Бемпур (10 тыс.).
В провинции расположены вулканы Безман и Тефтан.

## Административное деление
Провинция делится на 14 шахрестанов:
1. Заболь (Zabol)
2. Захак (Zehak)
3. Захедан (Zahedan)
4. Ираншехр (Iranshahr)
5. Конарек (Konarak)
6. Никшехр (Nikshahr)
7. Сераван (Saravan)
8. Сербаз (Sarbaz)
9. Хаш (Khash)
10. Чахбехар (Chabahar)
11. Далган (Dalgan)
12. Хирманд (Hirmand)
13. Мехрестан (Mehrestan)
14. Сиб о Соран (Sib o Soran)

## Терроризм
На территории провинции действует суннитская исламистская организация Джундалла, ответственная за несколько террористических актов с человеческими жертвами.

## Экономика
В настоящее время Систан и Белуджистан является одной из наименее развитых провинций Ирана. В этой связи правительство страны инициировало несколько программ по развитию региона, в частности — по модернизации инфраструктуры и строительству там многочисленных промышленных предприятий.
Основные отрасли экономики — сельское хозяйство (пшеница, ячмень, фисташки, финики, манго, бананы, арбузы, цитрусовые, кокосы, орехи, оливки, рапс, лук, алоэ), рыболовство, транспорт, торговля, пищевая, кожевенная, керамическая, деревообрабатывающая промышленность, производство стройматериалов и упаковки, энергетика, строительство, туризм, добыча гипса и извести.
В городе Захедан расположен завод автокомплектующих «Зар». В городе Чахбехар расположены морской порт и свободная торгово-индустриальная зона; среди крупнейших предприятий — судостроительный завод «Садра», цементные заводы «Симане Джануб» и «Симане Карбин», сахарный завод «Пархам», пищевая фабрика «Макиян». В городе Конарак расположен крупнейший в стране рыболовецкий порт.

## Достопримечательности
В городе Захедан расположены Пятничная мечеть, мечеть Макки, медресе, сикхская гурудвара, базар Расули. Возле города Заболь расположены руины древнего поселения Шахри-Сухте, группа озёр Хамун и священная гора Хваджа с гробницей Хваджа Али Махди, руинами крепости Гага-Шахр и зороастрийского святилища эпохи Аршакидов и Сасанидов. В городе Сераван расположена древняя крепость Гхалех-Саб. В городе Бемпур интересны руины древней крепости. В городе Фахрадж расположена крепость Калах-Нассери. На территории провинции имеются древние караван-сараи.

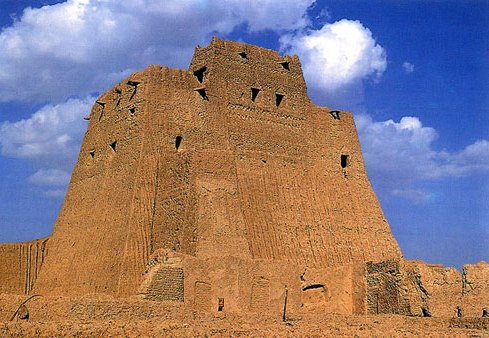
Крепость Гхалех-Саб в городе Сераван
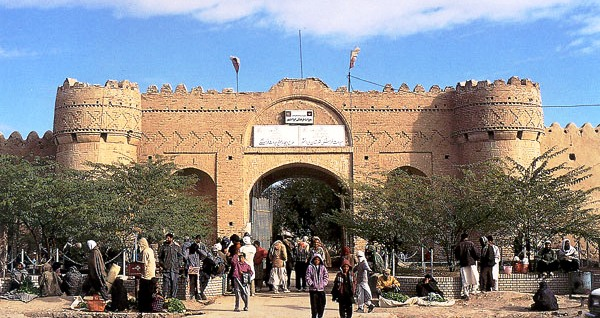
Крепость в городе Ираншехр